# USS Kadashan Bay
L'USS Kadashan Bay (CVE-76) est un porte-avions d'escorte de classe Casablanca en service dans l'US Navy durant la Seconde Guerre mondiale.
Commandé en juillet 1942, sa quille est posée en vertu du contrat de la United States Maritime Commission le 2 septembre 1943 au chantier naval Kaiser Shipyards de Vancouver, dans l'État de Washington. Il est lancé le 11 décembre 1943, parrainé par Mme Audrey Ackerman ; et mis en service à Astoria (Oregon) le 18 janvier 1944 sous les ordres du capitaine R. N. Hunter.

## Historique
Le 6 mars 1944, le transporteur quitte la base navale de San Diego et se dirige vers le Pacifique Sud, où il participe à l'assaut des Palaos. Cette opération est couronnée de succès et constitue une étape nécessaire dans la stratégie américaine visant à dominer les Philippines.
En octobre 1944, le Kadashan Bay se dirige vers le golfe de Leyte, où ses avions effectue des missions de soutien aux troupes américaines à terre. Le 25 octobre, un ses pilotes aperçoit la Force centrale japonaise naviguer vers la force opérationnelle américaine Taffy 3 au large des côtes de Samar. Après avoir signalé son observation, le Kadashan Bay initie une attaque sans soutien contre le croiseur de tête, entamant la célèbre bataille au large de Samar. Le groupe aérien du porte-avions lança trois chasseurs et trois torpilles contre les forces de l'amiral Kurita. Après la bataille, il rejoint Manus qu'il atteint le 3 novembre.
En janvier 1945, il appuie la force américaine près de Luçon où ses avions attaquent les troupes japonaises à terre. Pendant le débarquement, il est touché par un kamikaze qui s'écrase au milieu du navire, directement sous le pont. Après une heure et demie d'efforts pour limiter les dégâts, les incendies et les inondations sont contrôlés et le navire retourne à Leyte le 12 janvier pour des réparations temporaires, manquant ainsi la bataille qui commence le 9 janvier. Il rejoint ensuite San Francisco le 13 février pour une révision complète.
Après ses réparations, le Kadashan Bay transporte des avions et des vétérans entre différentes îles du Pacifique. En juillet, il est affecté à la Troisième flotte en tant que transporteur de ravitaillement ; étant en route pour Pearl Harbor en vue de nouvelles missions lorsqu'il apprend la capitulation du Japon.

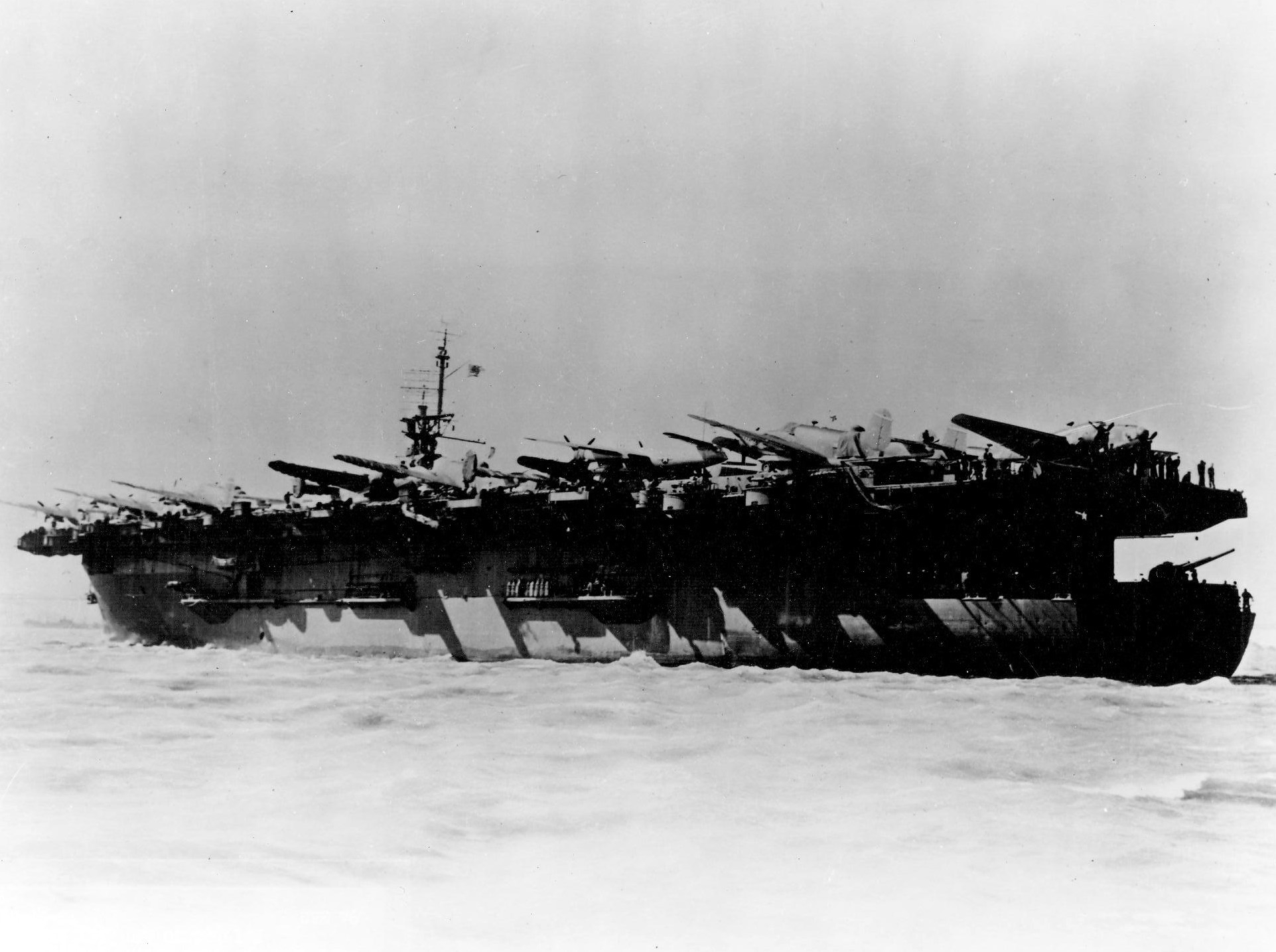
L’USS Kadashan Bay transportant des avions vers 1945.

Entre septembre 1945 et janvier 1946, il achemine des soldats pendant l'opération Magic Carpet puis est transféré dans la flotte de réserve de l'Atlantique à Boston. Désarmé le 14 juin 1946 et vendu pour démolition le 13 août 1959, le porte-avions est mis au rebut à Hong Kong en juin 1960.

## Décorations
Le Kadashan Bay a reçu deux battles stars pour son service pendant la Seconde Guerre mondiale.